# Природни сапуни
Док је хемијска реакција којом се праве сапуни увек иста, другачије врсте сапуна могу да се направе другачијим методама, ослањајући се на хемијским реакцијама које се обављају.

## Сапун хладног процеса
Стварање сапуна хладним процесом је метода која се често користи кад се сапун прави од нуле. Зове се хладни процес, јер се не додаје додатна топлота у процесу стварања, иако сам процес генерише топлоту.
Људи који сами праве сапуне се поносе идејом да имају уникатне рецепте. Састојци сапуна су обично од јестивих, природних састојака почевши од разноразних уља од поврћа као што је маслиново, кокосово или од палме или прочишћене масти. Овим састојцима онај ко ствара сапун може да дода специјализована уља, путер од лешника или екстракт семена да извуче тражени квалитет за завршени производ.
Сапуни који се праве коришћењем методе хладног процеса су непрозирни и обично имају кремасти осећај по произведеној табли. Без икаквих адитива које би промениле боју, сапуни имају домет од белог до кремастог тена, у зависности од уља које се користи при стварању.
Осећај сапунице варира, такође у зависности од уља које се користи при креирању сапуна. Сапуница може да има домет од веома мале, љигаве са дуготрајним мехурићима (као са чистим сапуном од маслиновог уља) до великим, паперјастим, краткотрајним мехурићима (као са чистим сапуном од кокосовог уља).
Јачина табле се одлучује избором уља, количином воде искоришћене и колико дуго се сапун суши. Хладни процес сапуна наставља да стврдњава сапун како пролази време због додатне евапорације воде из сапуна.
Већина хладног процеса се ствара комбинацијом уља, рецептом створеним да се направи добра сапуница и чврста табла као и да се дође до бенефиција од додатних састојака.

## Сапун топлог процеса
Код топлог процеса, додатна топлота се аплицира смеши сапуна. Хемијска реакција остаје иста, али се дешава чешће него у хладном процесу. Због додатне топлоте, коначни производ табле се осећа меканим на додир. Јачина табле опет зависи од изабраног уља, количине воде и времена дозвољеним да вода евапорише из коначног производа.
Као и код хладног процеса, сапун топлог процеса је непрозиран и има домет од белог до кремастог тена у зависности од коришћеног уља, иако транспарентни сапуни могу да се произведу. Тип и квалитет сапунице и осталих бенефиција сапуна су одлучени избором уља и других састојака за креирање сапуна.

## Течни сапун
Течни сапун се обично прави методом топлог процеса. Сапун постаје течан због другачијег типа цеђа (калијум хидроксид уместо натријум хидроксида) и више воде се додаје. Течни сапун је типично нечисто беле боје до боје ћилибара, у зависности од уља које се користи. Најчешће течни сапуни су транспарентни или већином транспарентни.
Као додатна белешка, већина комерцијалних течних или меканих сапуна нису прави сапуни; праве се синтетичким детергенсима.

### Транспарентни сапун
Транспарентни сапун се прави топлим процесом са додатим састојцима и корацима у процесу како би сапун постао чист и прозоран.

## Глицеринсапун
Глицерин је нуспроизвод хемијске реакције при стварању сапуна. Код комерцијалних сапуна глицерин се типично уклања, прочишћава и онда продаје за друге сврхе укључујући храну, козметику, разноразне индустријске производње и стварање експлозива. Метод за уклањање глицерина из сапуна је комплексан и захтева добру опрему, знање и вештину. Као резултат, већина природних сапуна садрже глицерин и зато се називају глицерин сапуни.
Након тога, термин глицерин сапун је у неку руку погрешан назив. Већина људи која користи термин глицерин сапун заправо реферише транспарентни сапун.

## Спремне основе сапуна
Уместо стварања својих, могуће је купити спремне основе сапуна које људи обично топе, додају боју, мирис и друге састојке.
Бенефиције коришћења спремних основа су те да хемијске реакције које стварају сапун су се већ десиле, олакшавају посао да се направи уникатни облик и сапун у боји.